# Gerhard Friedrich (Designer)
Gerhard Friedrich (* 29. Mai 1952 in Ginsheim bei Mainz) ist Senior Manager des Designstudio BMW Automobile und Honorarprofessor im Fachgebiet Produkt-Design an der Kunsthochschule Berlin-Weißensee. Er lebt in München.

## Biografie
Gerhard Friedrich machte eine Modelltischlerlehre bei der Adam Opel AG in Rüsselsheim. Von 1974 bis 1979 studierte er Industriedesign an der Fachhochschule Darmstadt. Von 1979 bis 1986 war er Projektdesigner/Projektleiter im Studiobereich Nutzfahrzeugdesign der MAN AG in Gustavsburg und von 1986 bis 1988 Projektleiter und stellvertretender Leiter Design der MAN Nutzfahrzeuge GmbH in München. Seit 1988 ist er Designer und Leiter Designprojekte der BMW AG in München. Seit 2008 ist er verantwortlich für das Produktlinienmanagement Design aller BMW-Fahrzeuge der großen Baureihe, zudem ist er Senior Manager Designstudio BMW Automobile.
Er ist spezialisiert auf die Tape-Rendering-Technik als Methode der Formentwicklung und seit 1984 Lehrbeauftragter an der Hochschule Pforzheim im Studiengang Transportation Design. An der Fachhochschule Joanneum Graz hält er eine Gastprofessur am Institut für Product & Transportation Design inne. Im Jahre 2012 wurde er zum Honorarprofessor an der Kunsthochschule Berlin-Weißensee bestellt, wo er im Fachgebiet Produkt-Design in der Lehre tätig ist. Gerhard Friedrich hält Vorlesungen und Gastvorträge an nationalen und internationalen Hochschulen. In den Jahren 2012 und 2014 war er Mitglied der Jury des Sächsischen Staatspreises für Design sowie des Bayerischen Staatspreises für Nachwuchsdesigner. Im Sommersemester 2016 war er Betreuer des Projektes BMW Automated Driving 2030 im Rahmen des Masterstudiengangs Industrial Design des Instituts Product & Transportation Design der FH Johanneum in Graz.